# William Broyles, Jr.
William Dodson "Bill" Broyles, Jr. (Houston, 8 de octubre de 1944) es un guionista estadounidense, que ha trabajado en la serie China Beach, y en las películas Apolo 13, Náufrago, Entrapment, El planeta de los simios, Unfaithful, The Polar Express y Jarhead. También asistió en el guion de Saving Private Ryan. Estuvo casado con la actriz Linda Purl desde 1988 hasta 1992. Luego, se casó con Andrea Berndt, con quien tuvo dos hijas.

## Filmografía

### Cine
| Año  | Título               | Crédito(s)                      |
| ---- | -------------------- | ------------------------------- |
| 1991 | Under Cover          | Guionista y productor ejecutivo |
| 1991 | Before the Storm     | Productor ejecutivo             |
| 1995 | Apollo 13            | Guionista                       |
| 1999 | Entrapment           | Guionista                       |
| 2000 | Cast Away            | Guionista                       |
| 2001 | Planet of the Apes   | Guionista                       |
| 2002 | Unfaithful           | Guionista                       |
| 2004 | The Polar Express    | Guionista                       |
| 2005 | Jarhead              | Guionista                       |
| 2006 | Flags of our Fathers | Guionista                       |
| 2015 | McFarland, USA       | Guionista                       |

## Premios y distinciones
Premios Óscar
| Año  | Categoría            | Película | Resultado |
| ---- | -------------------- | -------- | --------- |
| 1996 | Mejor guion adaptado | Apolo 13 | Nominado  |